# Oarces
Oarces is een geslacht van spinnen uit de  familie van de Spinneneters (Mimetidae).

## Soorten
- Oarces ornatus Mello-Leitão, 1935
- Oarces reticulatus (Nicolet, 1849)